# Смородинский, Владимир Тимофеевич
Владимир Тимофеевич Смородинский (11 июня 1904—1984) — начальник отдела «В» НКГБ СССР, генерал-майор (09.07.1945).

## Биография
В 1917—1924 слесарь, токарь, помощник машиниста паровоза Нижнетагильского металлургического завода. Член РКП(б) с 1924. С сентября 1924 слушатель рабочего факультета при Ленинградском электротехническом институте имени В. И. Ленина. В 1927—1928 красноармеец 9-го полка связи в Брянске. С декабря 1928 до июля 1930 управляющий домом ЖАКТа (жилищно арендного кооперативного товарищества) 103-го квартала в Ленинграде. В 1930—1931 работник Ленинградского судостроительного завода имени А. Марти.
В 1931 окончил Центральную школу ОГПУ. В 1932—1935 в Экономическом управлении (ЭКУ) ОГПУ — ГУГБ НКВД СССР, в 1936—1941 в Особом отделе, 3-м отделе, начальник 5-го отдела 2-го Управления ГУГБ НКВД СССР. С 8 августа 1941 по октябрь 1942 заместитель начальника 1-го отдела Н. С. Власика. С октября 1942 до 12 мая 1943 заместитель начальника 2-го специального отдела Е. П. Лапшина.
С 27 мая 1952 до 7 апреля 1953 комендант Комендатуры по охране и обслуживанию государственных дач на Черноморском побережье Кавказа и Грузии Управления охраны МГБ СССР, затем до 13 июня 1953 комендант Комендатуры № 1 ІX управления МВД СССР, до 19 мая 1954 комендант Комендатуры № 1 III отдела IX управления МВД СССР, до 12 сентября 1956 комендант Комендатуры № 1 на Кавказе IX управления КГБ при СМ СССР. В ноябре 1956 уволен из органов государственной безопасности. 14 января 1957 исключён из рядов КПСС и Постановлением Совета министров СССР  № 1021 от 24 августа 1957 лишён воинского звания «генерал-майор» в связи с дискредитацией за время работы в органах государственной безопасности. В 1984 похоронен в Москве на Кунцевском кладбище.

### Звания
- 11.12.1935, младший лейтенант государственной безопасности;
- 08.04.1938, старший лейтенант государственной безопасности;
- 14.03.1940, капитан государственной безопасности;
- 12.07.1941, майор государственной безопасности;
- 14.02.1943, полковник государственной безопасности;
- 03.10.1944, комиссар государственной безопасности;
- 09.07.1945, генерал-майор.

### Награды
- 1937 и 1945 — 2 ордена Красной Звезды;
- 1940 — орден «Знак Почёта»;
- 1942 — знак «Заслуженный работник НКВД»;
- 1943 — орден Трудового Красного Знамени;
- 1951 — орден Красного Знамени;
- 1937—1956 — 5 медалей:
  - медаль «За оборону Москвы».